# Église Saint-Julien de Meillers
Pour les articles homonymes, voir Église Saint-Julien.
L'église Saint-Julien est une église catholique située à Meillers, en France.

## Localisation
L'église est située dans le département français de l'Allier, sur la commune de Meillers.

## Historique
L'église Saint-Julien a été construite au XIIe siècle ; de cette époque datent le chœur, la croisée du transept et la nef. Le croisillon gauche (nord) du transept a été bâti au XVe siècle. Le croisillon droit est plus récent.
L'édifice est classé au titre des monuments historiques en 1846.

## Description
L'église est de style roman.
La nef et ses deux bas-côtés comportent trois travées. Le chœur en cul-de-four est voûté en berceau plein cintre.
L'élément le plus remarquable de l'église est sa façade ouest, avec son portail central richement sculpté.

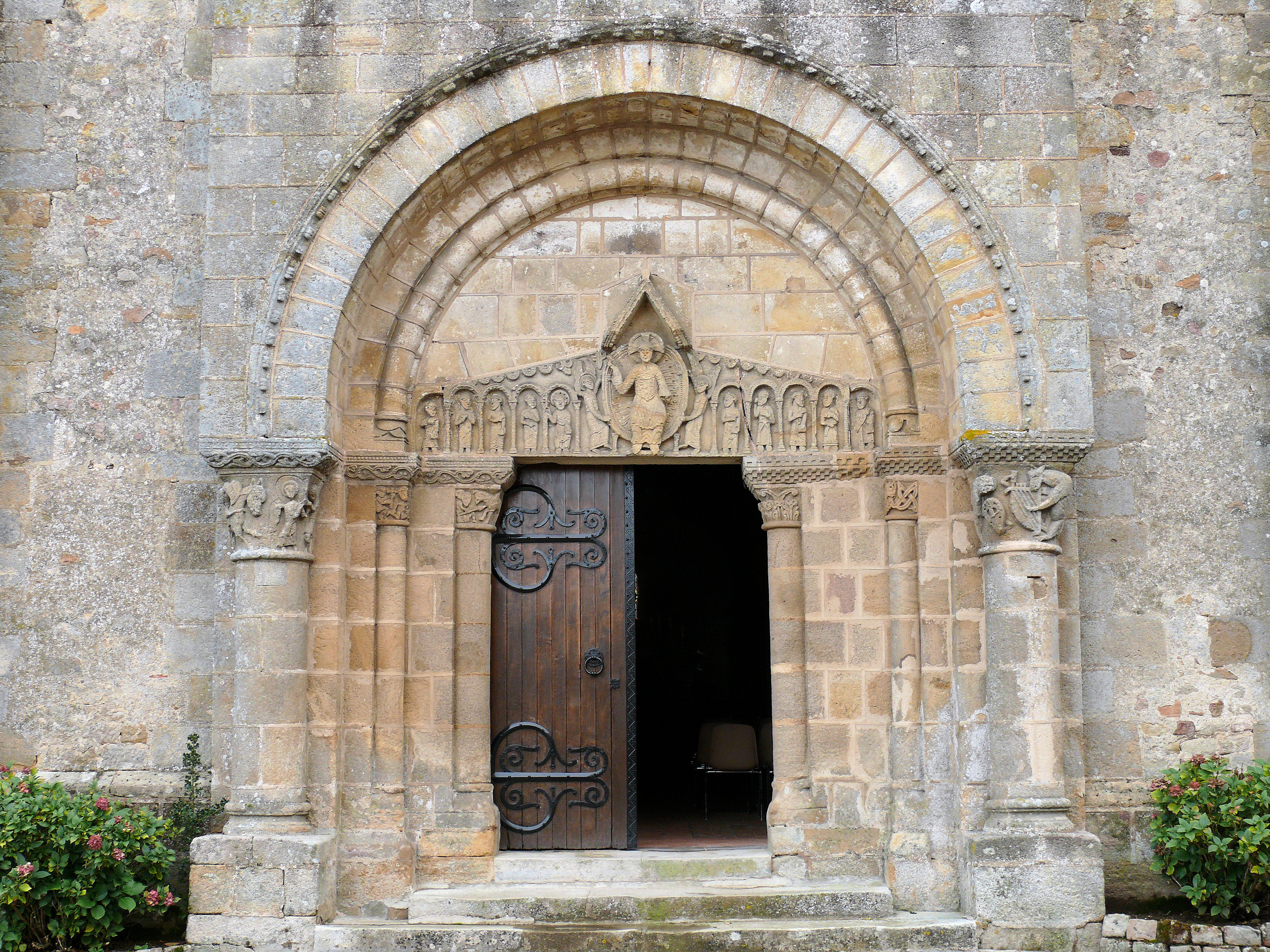
Portail
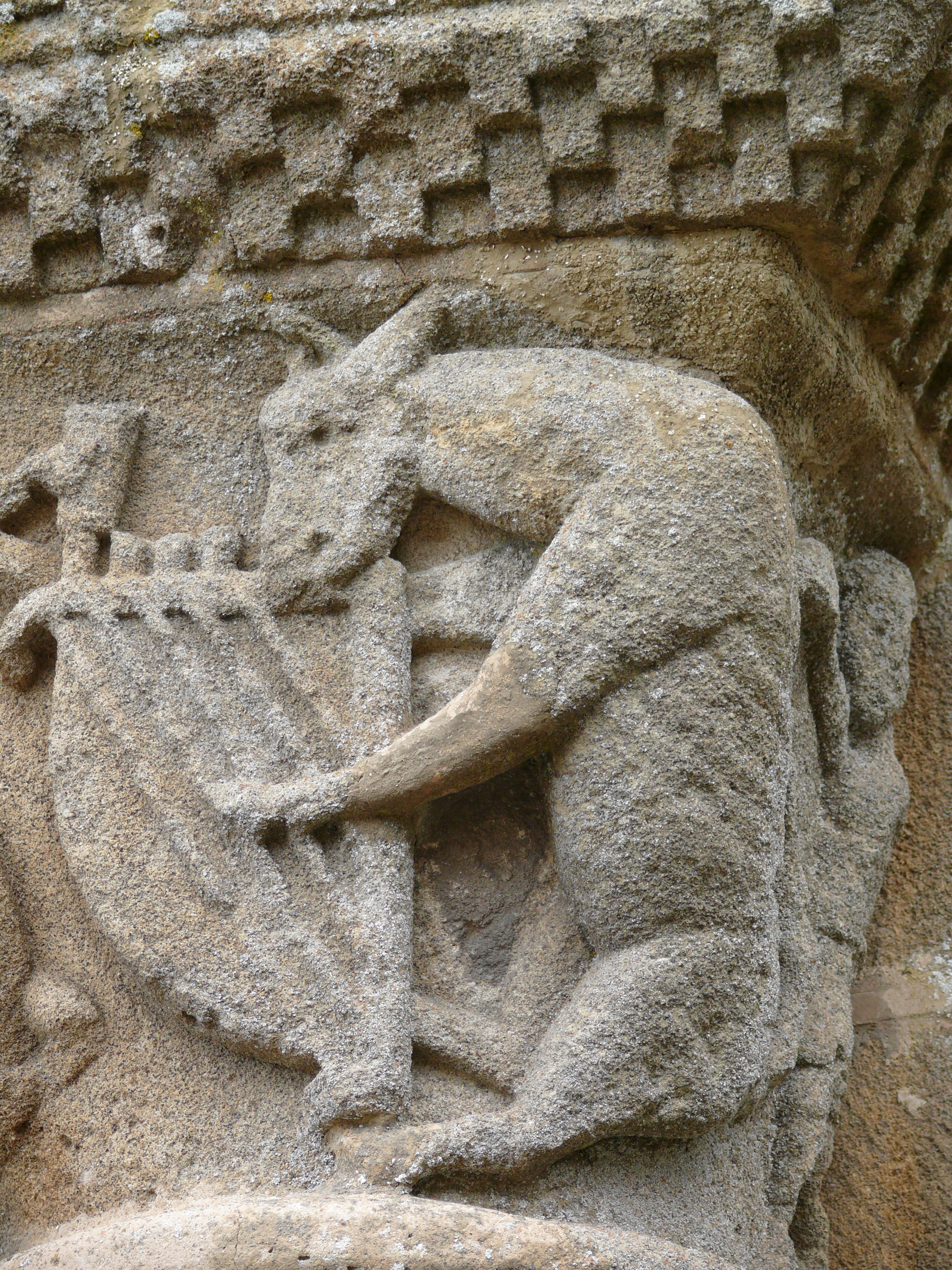
Chapiteau des animaux musiciens : un âne joue de la harpe
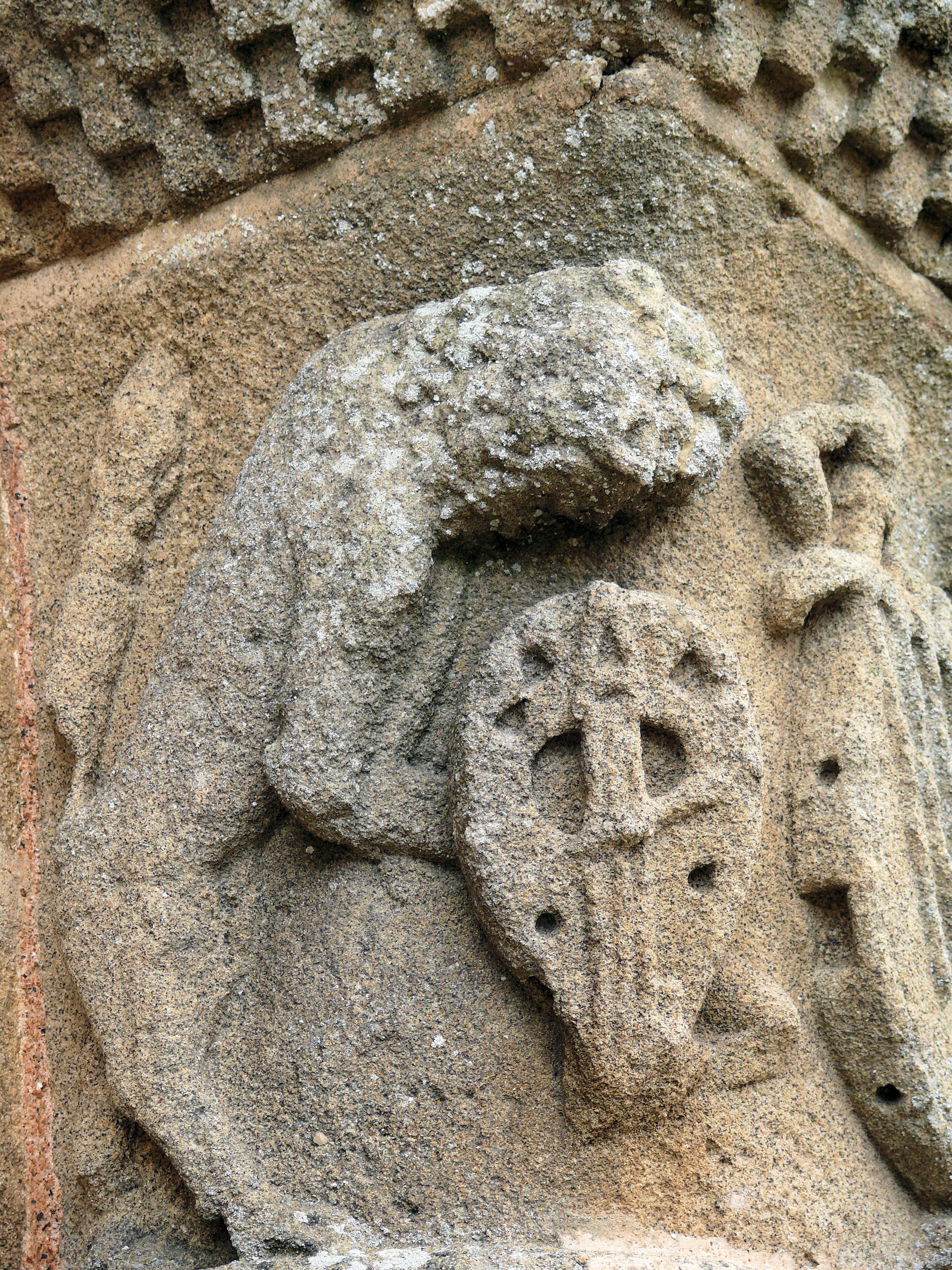
Chapiteau des animaux musiciens : un lion jouant de la vielle
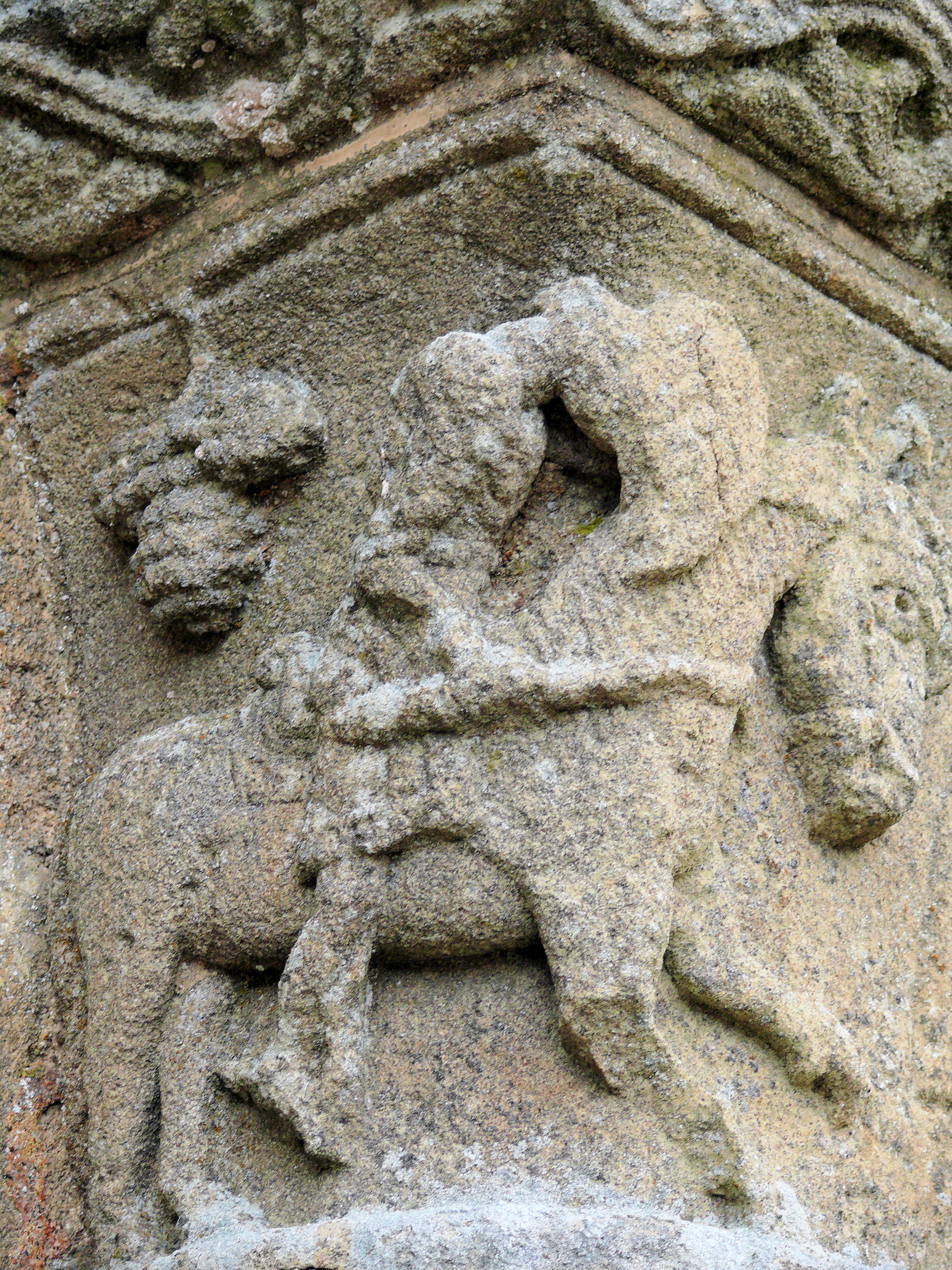
Portail : chapiteau avec un chevalier blessé sous une grappe de raisin
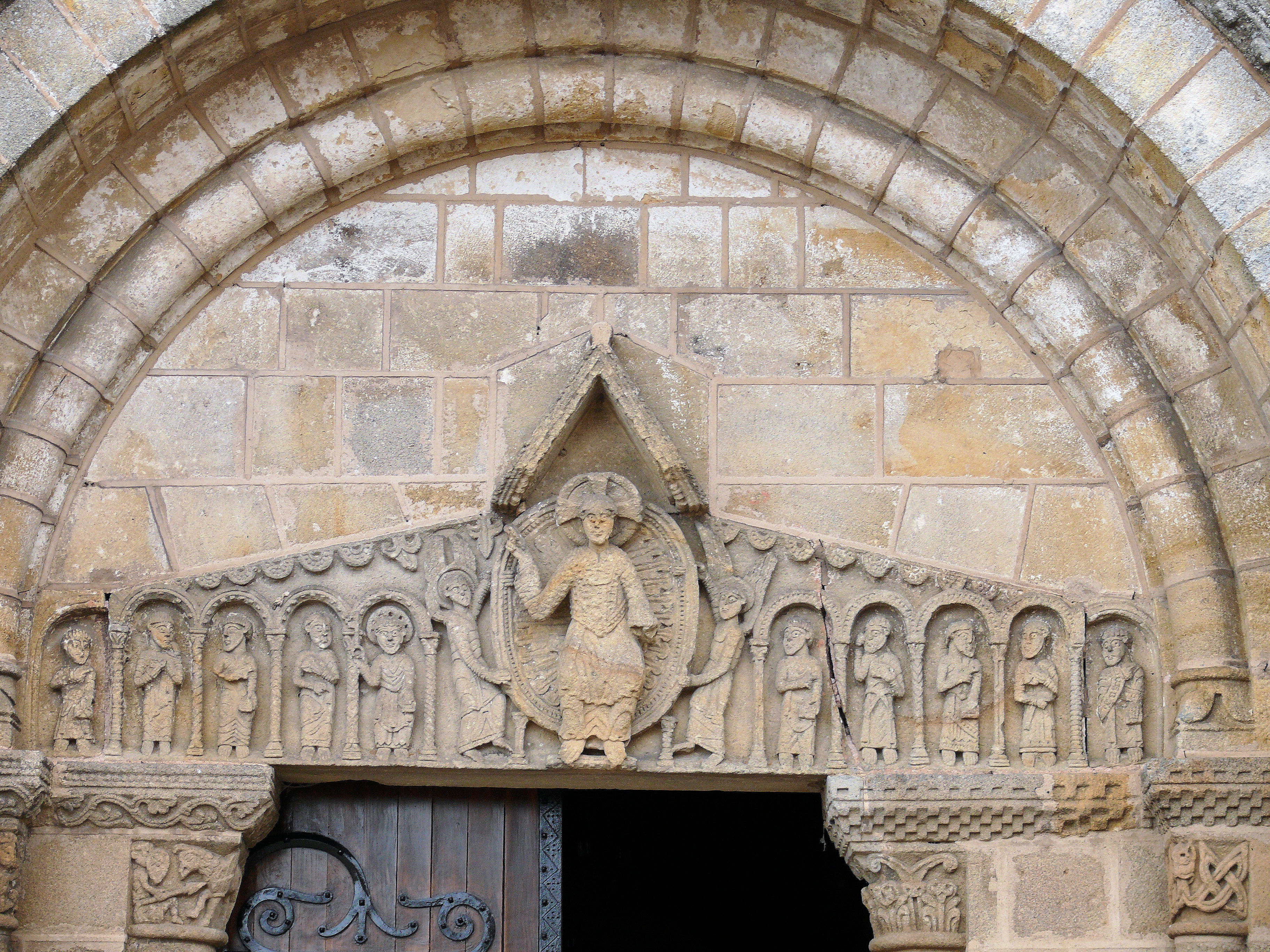
Portail : tympan
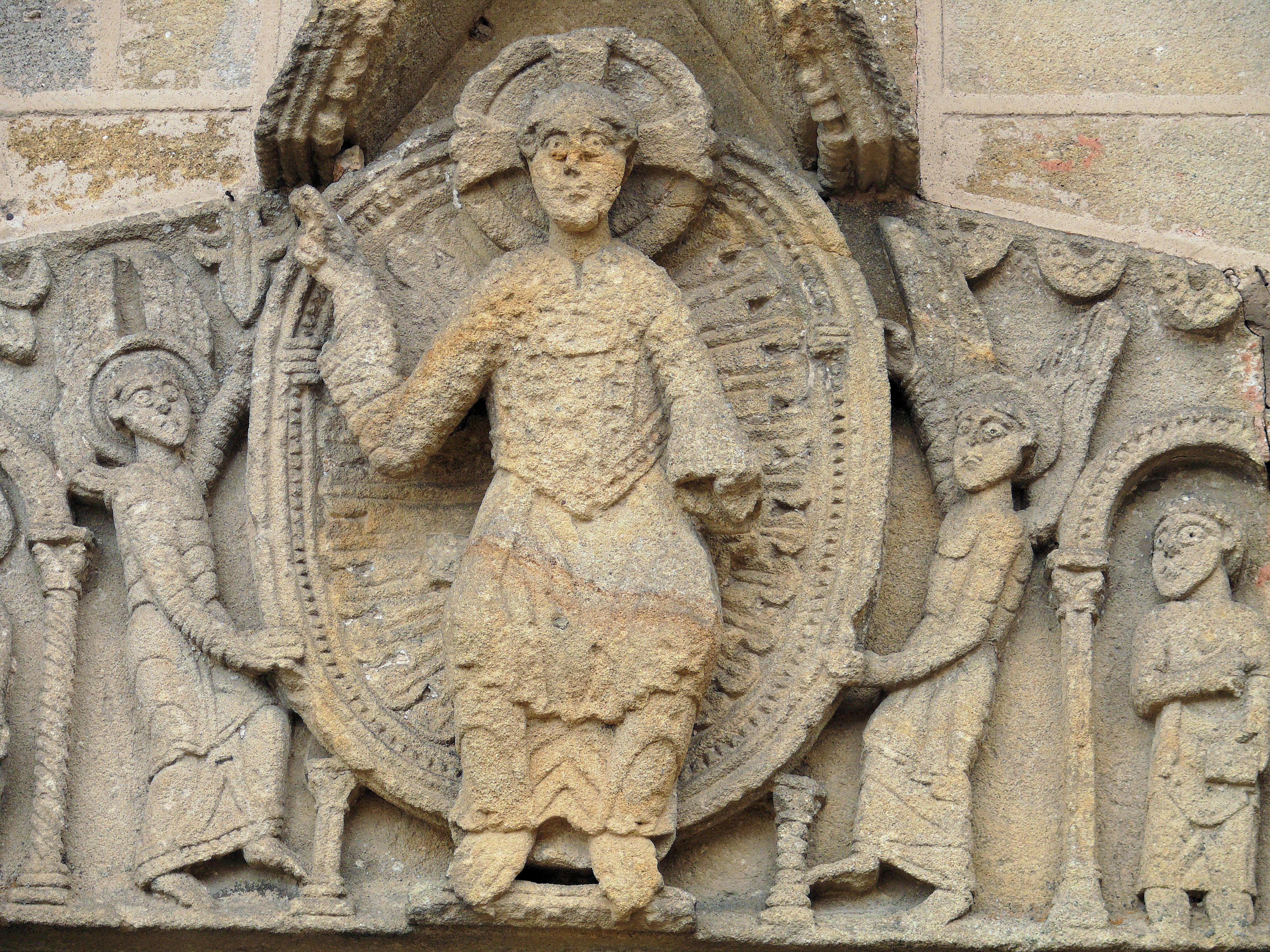
Tympan : Christ bénissant dans une gloire soutenue par deux anges entourés des apôtres